# Hermann Eberhard
Hermann Eberhard (né le 27 février 1852 à Ohlau en province de Silésie, mort à Punta Arenas le 30 mai 1908) est un explorateur prussien qui parcourut la Patagonie occidentale et découvrit, notamment, le monument naturel Cueva del Milodón.
Il suit un cursus militaire qui l'amène à devenir lieutenant dans l'armée prussienne. Néanmoins, en 1869, il s'engage comme simple marin dans la navire marchande et parvient, par son comportement exemplaire, à progresser dans la hiérarchie pour atteindre les postes de pilote puis de capitaine. Il travaille dans la compagnie maritime Kosmos et dirige un navire qui croise aux larges des côtes du Chili et jette l'ancre aux îles Malouines. C'est son premier contact avec les terres australes où il décide de s'installer en 1887. Il acquiert 40 000 hectares du gouvernement argentin pour établir une colonie dans la province de Santa Cruz. La région est alors encore méconnue et mal cartographiée. Avec deux compagnons allemands, deux Anglais et un berger, il se lance dans l'exploration du dédale des canaux patagoniens. Son objectif est de trouver de riches pâturages, propices à l'élevage ovin susceptible de faire la richesse de la région. Il passe alors du côté chilien et se rend à Punta Arenas où il reçoit le soutien du consul allemand, Rodolfo Sturenbach. Il fonde l'estancia de Puerto Consuelo dans la province de Última Esperanza en 1893.
Continuant ses explorations de la région, il découvre une grotte près de Puerto Natales dans laquelle se trouvent les restes d'un mylodon, un paresseux géant. Cette espèce, disparue depuis plusieurs milliers d'années, est alors complètement inconnue. En 1899, il est nommé consul d'Allemagne à Rio Gallegos jusqu'en 1904. Il meurt un an plus tard à Punta Arenas où il est enterré.
Le Fjord Eberhard (es) a été nommé en son honneur puisqu'il l'a exploré lors d'une de ses nombreuses expéditions. Au travers de celles-ci, il a largement participé à mieux faire connaître la région chilienne de Magallanes et de l'Antarctique chilien.